# Deltadromeus

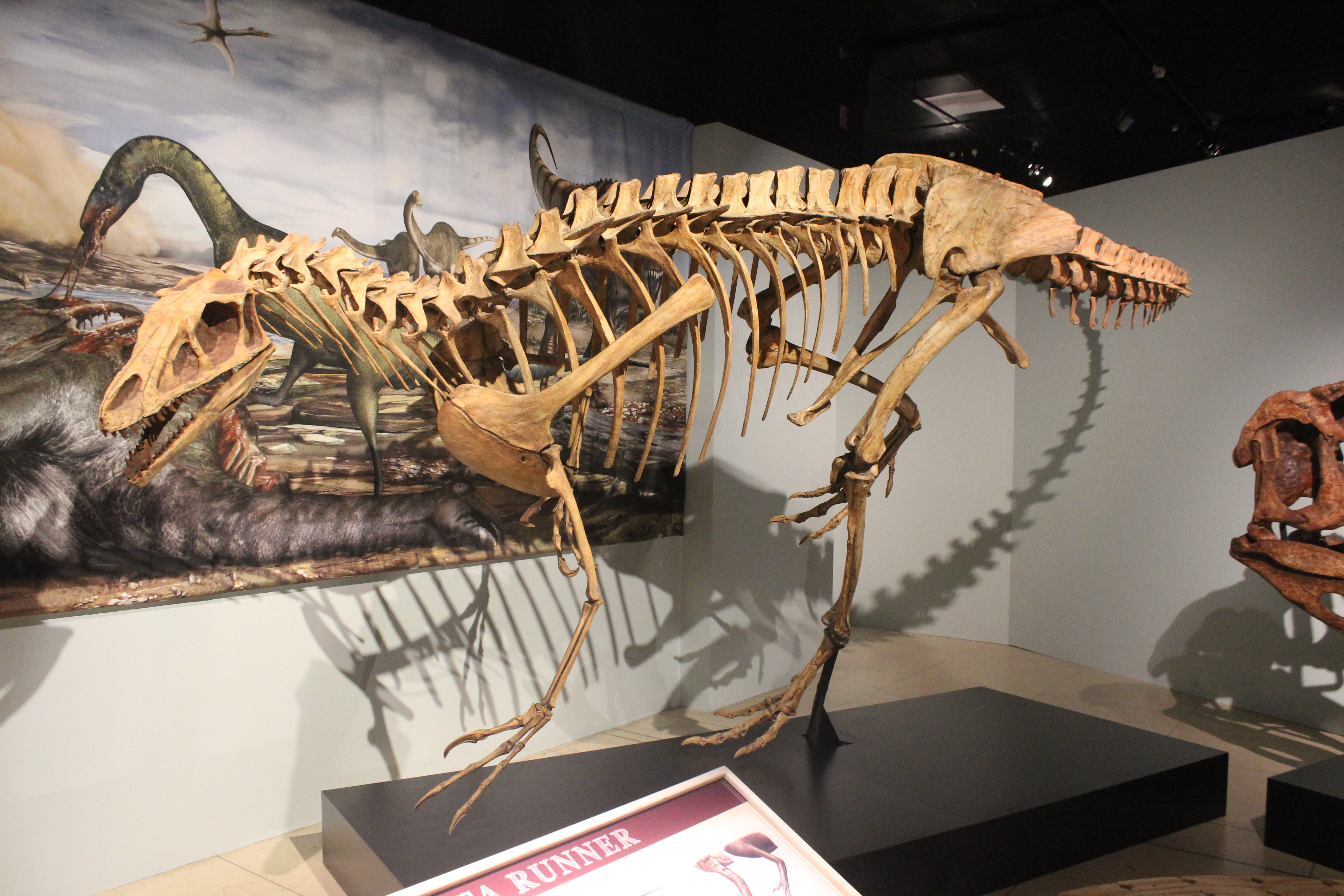
Restauração esquelética de um Deltadromeus.

O Deltadromeus é um dinossauro terópode carnívoro de tamanho médio com corpo esguio, pescoço comprido e cabeça pequena.

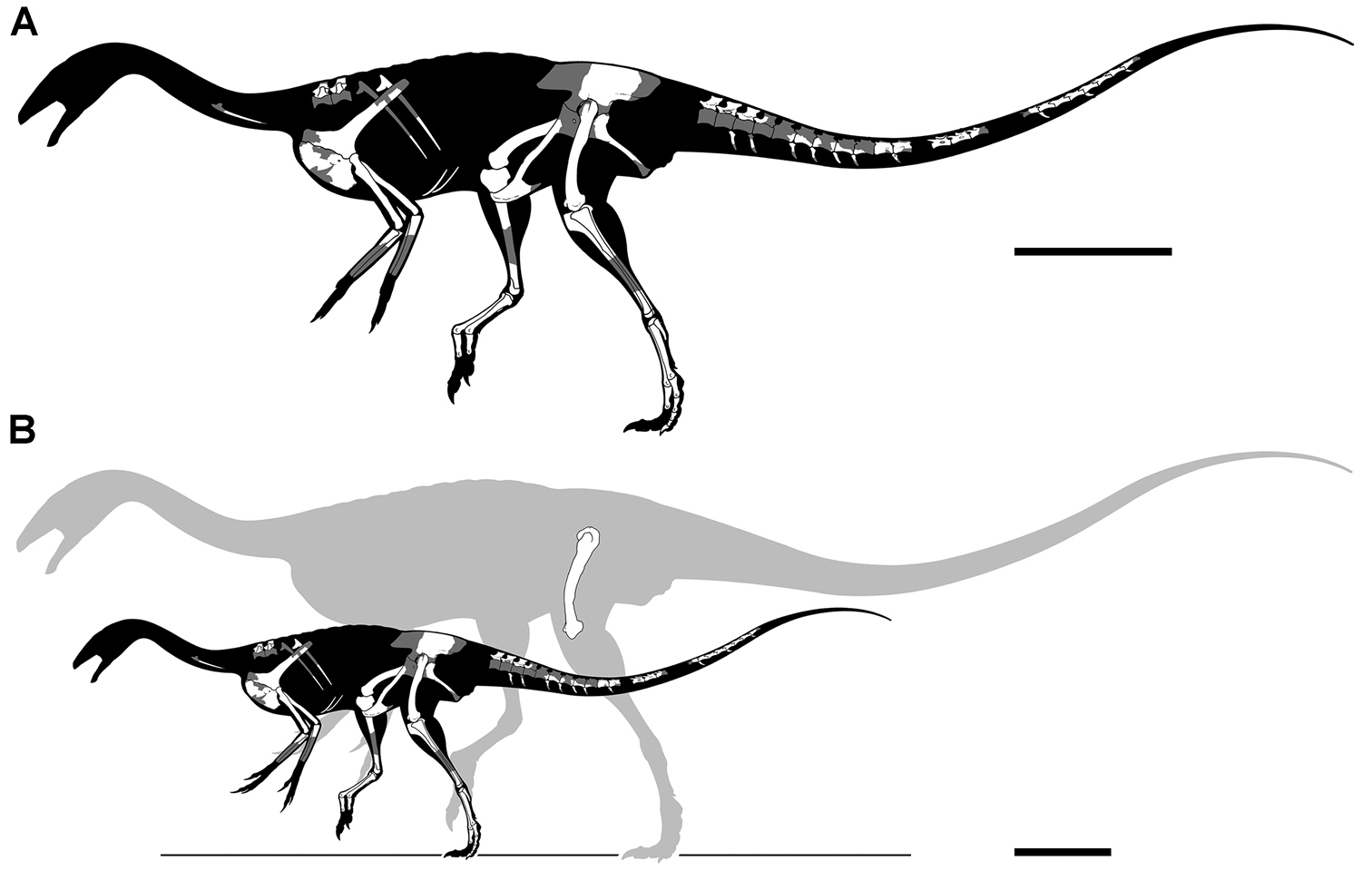
Diagrama esquelético de Deltadromeus.

## Etimologia
Deltadromeus agilis (Delta, do grego, 'delta' e dromeus, também do grego, 'corredor', e, do latim, agilis, 'rápido') significa 'corredor rápido do delta'.

## Descrição

### Materiais
O holótipo (SGM Din-2) é constituído de um esqueleto axial incompleto e membros relativamente completos, sem nenhum material craniano, embora você possa ver algumas reconstruções esqueléticas mostrando o crânio. Alguns dentes de Deltadromeus são vendidos em lojas de rocha, mas nada confirmado se realmente pertencem ao gênero.

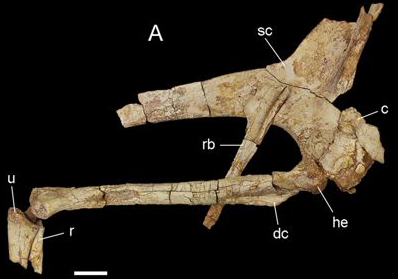
Peitoral e membro anterior.

### Tamanho
Sereno et al. (1996) deram um comprimento de 9 metros e Holtz um comprimento de 8 metros. Estimativas mais altas dão 13,3 metros de comprimento. As estimativas de peso variam de 380 kg a 3,6 toneladas.

Diagrama esquelético de Deltadromeus mostrando seu possível tamanho e forma corporal.

## Distribuição
Os fósseis de Deltadromeus são conhecidos do Marrocos e talvez do Egito.

## Classificação
Devido à natureza fragmentária deste táxon, ele variou bastante de filogenia a filogenia. Já foi considerado um celurossauro basal (Sereno et al., 1996) e ornitomimossauro (Rauhut, 2003), mas depois foi colocado dentro de Ceratosauria basal, mais especificamente na Noasauridae, talvez estando até mesmo na Elaphrosaurinae.A filogenia a seguir segue um trabalho de Rauhut e Carrano (2016).
|  | Limusaurus                                                  |
|  |                                                             |
|  | \| \| CCG 20011 \| \| \| \| \| \| Elaphrosaurus \| \| \| \| |
|  |                                                             |
|  | CCG 20011                                                   |
|  |                                                             |
|  | Elaphrosaurus                                               |
|  |                                                             |

|  | CCG 20011     |
|  |               |
|  | Elaphrosaurus |
|  |               |

|  | Velocisaurus  |
|  |               |
|  | Noasaurus     |
|  |               |
|  | Masiakasaurus |
|  |               |

|  | Limusaurus                                                  |
|  |                                                             |
|  | \| \| CCG 20011 \| \| \| \| \| \| Elaphrosaurus \| \| \| \| |
|  |                                                             |
|  | CCG 20011                                                   |
|  |                                                             |
|  | Elaphrosaurus                                               |
|  |                                                             |

|  | CCG 20011     |
|  |               |
|  | Elaphrosaurus |
|  |               |

|  | Velocisaurus  |
|  |               |
|  | Noasaurus     |
|  |               |
|  | Masiakasaurus |
|  |               |

|  | Limusaurus                                                  |
|  |                                                             |
|  | \| \| CCG 20011 \| \| \| \| \| \| Elaphrosaurus \| \| \| \| |
|  |                                                             |
|  | CCG 20011                                                   |
|  |                                                             |
|  | Elaphrosaurus                                               |
|  |                                                             |

|  | CCG 20011     |
|  |               |
|  | Elaphrosaurus |
|  |               |

|  | Velocisaurus  |
|  |               |
|  | Noasaurus     |
|  |               |
|  | Masiakasaurus |
|  |               |

|  | Limusaurus                                                  |
|  |                                                             |
|  | \| \| CCG 20011 \| \| \| \| \| \| Elaphrosaurus \| \| \| \| |
|  |                                                             |
|  | CCG 20011                                                   |
|  |                                                             |
|  | Elaphrosaurus                                               |
|  |                                                             |

|  | CCG 20011     |
|  |               |
|  | Elaphrosaurus |
|  |               |

|  | Velocisaurus  |
|  |               |
|  | Noasaurus     |
|  |               |
|  | Masiakasaurus |
|  |               |

|  | Limusaurus                                                  |
|  |                                                             |
|  | \| \| CCG 20011 \| \| \| \| \| \| Elaphrosaurus \| \| \| \| |
|  |                                                             |
|  | CCG 20011                                                   |
|  |                                                             |
|  | Elaphrosaurus                                               |
|  |                                                             |

|  | CCG 20011     |
|  |               |
|  | Elaphrosaurus |
|  |               |

|  | Velocisaurus  |
|  |               |
|  | Noasaurus     |
|  |               |
|  | Masiakasaurus |
|  |               |

|  | Limusaurus                                                  |
|  |                                                             |
|  | \| \| CCG 20011 \| \| \| \| \| \| Elaphrosaurus \| \| \| \| |
|  |                                                             |
|  | CCG 20011                                                   |
|  |                                                             |
|  | Elaphrosaurus                                               |
|  |                                                             |

|  | CCG 20011     |
|  |               |
|  | Elaphrosaurus |
|  |               |

|  | Velocisaurus  |
|  |               |
|  | Noasaurus     |
|  |               |
|  | Masiakasaurus |
|  |               |

|  | Limusaurus                                                  |
|  |                                                             |
|  | \| \| CCG 20011 \| \| \| \| \| \| Elaphrosaurus \| \| \| \| |
|  |                                                             |
|  | CCG 20011                                                   |
|  |                                                             |
|  | Elaphrosaurus                                               |
|  |                                                             |

|  | CCG 20011     |
|  |               |
|  | Elaphrosaurus |
|  |               |

|  | Velocisaurus  |
|  |               |
|  | Noasaurus     |
|  |               |
|  | Masiakasaurus |
|  |               |

|  | Limusaurus                                                  |
|  |                                                             |
|  | \| \| CCG 20011 \| \| \| \| \| \| Elaphrosaurus \| \| \| \| |
|  |                                                             |
|  | CCG 20011                                                   |
|  |                                                             |
|  | Elaphrosaurus                                               |
|  |                                                             |

|  | CCG 20011     |
|  |               |
|  | Elaphrosaurus |
|  |               |

|  | Velocisaurus  |
|  |               |
|  | Noasaurus     |
|  |               |
|  | Masiakasaurus |
|  |               |

Motta et al. (2016), com base nas vértebras e suas semelhanças, sugeriram que Deltadromeus, Gualicho, Bahariasaurus e Aoniraptor formam um grupo de megaraptoranos não megaraptorídeos dentro de Tyrannosauroidea.

### Semelhanças com outros táxons
Certas características — tais como ossos da escápula grandes e profundos, osso isquiático dorso-abdominal comprimido na metade do seu comprimento e côndilos reduzidos do 4º osso metatarso — não diferenciam o corredor do delta de outros terópodes, como o Gualicho e Aoniraptor. Já foi proposto que o Bahariassauro pode ser o mesmo que Deltadromeus, e Ibrahim et al. (2020) apoiou isso, uma vez que afirmaram que o material de Bahariasaurus da Formação Bahariya são indistinguíveis dos materiais de Deltadromeus.

## Paleobiologia
Como não se foi achado material craniano de Deltadromeus e nem suas mãos, não sabemos se ele tinha dentes ou garras adaptados para um comportamento predatório. Talvez ele possa ter sido um onívoro ou não dispensar uma planta enquanto não tivesse carne disponível — já que ele tem uma potencial relação com o parcialmente herbívoro Limusaurus.